# Boczonádi Szabó Imre (1882–1969)
Boczonádi Szabó Imre (Pálmonostora, 1882. szeptember 14. – Vancouver, Kanada, 1969. február 3.) magyar miniszteri számvizsgáló, lapszerkesztő, méhész, országgyűlési képviselő.

## Élete
1882-ben született az akkor Pest vármegyéhez tartozó Pálmonostorán, római katolikus vallásban, idősebb Boczonádi Szabó Imre színész, dalszerző és méhész fiaként. Marosvásárhelyen felsőkereskedelmi iskolát végzett, majd Budapesten államszámviteli vizsgát tett. 1903-ban a Földművelésügyi Minisztériumban kezdte szakmai pályáját, még mint napidíjas, majd 1911-ben számellenőrré, 1917-ben pedig számvizsgálóvá nevezték ki.
Pályája során többször az állomáshelye is változott: 1906-ban a minisztérium erdélyrészi kirendeltségéhez került Marosvásárhelyre, 1913-tól pedig a tárca felvidéki kirendeltségén, Zsolnán teljesített szolgálatot. 1916-ban a hadműveletek folytán károsult északkeleti vármegyékben létesített kormánybiztossághoz helyezték, Homonnára, ahol egy évet töltött kirendeltségben. 1918 októberében került a minisztérium központi számvevőségéhez, ahonnan 1921-ben, saját kérésére ment nyugdíjba.
Apja nyomdokaira lépve ő maga is sokat foglalkozott méhészettel, már 1905-ben – mint okleveles tanító – bekapcsolódott a méhészeti vándortanítói kar munkájába Gödöllőn; később ő volt a Boczonádi-féle – kifejlesztése után még többször módosított – vándorkaptárak feltalálója. Reformszintű tevékenységet fejtett ki a magyarországi vándorméhészet elterjedése terén. 1920-tól a második világháborúig folyamatosan működött, mint a Méhészet című folyóirat felelős szerkesztője és kiadója, a Méhgazdaság címmel kiadott szakkönyve pedig hamar a méhészeti szakirodalom egyik legismertebb munkájává vált.
Jobboldali politikai érzelmei miatt 1918-1919-ben sokat kellett bujkálnia, de a kommün bukása után visszatért a közélethez. Hamarosan elnöke lett az Ébredő Magyarok Egyesülete (ÉME) újpesti szervezetének, az 1926-os országgyűlési választáson az ÉME listavezetője is volt, de akkor még nem került be a törvényhozásba. Később azonban tagja lett az országgyűlésnek is: az 1935-ös és az 1938-es választást követően is a Budapest-környéki választókerületben szerzett mandátumot, először a Nemzeti Egység Pártja, majd a Magyar Élet Pártja jelöltjeként. Felszólalásai főleg az ipari munkásság szociális kérdéseit érintették, de rendszeresen sürgette a főváros és a városkörnyék közti, megoldásra váró közérdekű kérdések rendezését is.
1945-ben külföldre távozott, életének hátralévő részét emigrációban töltötte.